# Памятник Тарутинскому сражению (1812)
Памятник Тарутинскому сражению — памятник федерального значения в селе Тарутино Жуковского района Калужской области.
Ранее село Тарутино входило в Боровский уезд, Калужской губернии. 
Одним из первых в память о победе в Отечественной войне 1812 г. был воздвигнут на "полях славы российской армии" памятник в селе Тарутино Калужской губернии. Здесь, в октябре 1812 года в укреплённом лагере накапливала силы русская армия, а 18 октября – в первом своём наступательном сражении – одержала победу над войсками французского маршала Мюрата.
Тарутинское сражение стало пробой сил, которая показала готовность русской армии дать отпор врагу. Победа над Мюратом знаменовала начало наступательных действий.
Подъём боевого духа, ликование вызвала победа 18 октября 1812 г. над крупными силами противника, укрепилась надежда и уверенность в победе над французскими захватчиками. Удручающие сообщения о многочисленных потерях, об отбитых партизанами обозах, поражение Мюрата заставят Наполеона вскоре после Тарутинского сражения покинуть Москву.
С именем Тарутина связан один из главных периодов в Отечественной войне 1812 г., когда главнокомандующий М. И. Кутузов сумел в неблагоприятных для русской армии обстоятельствах круто изменить ход событий и, взяв инициативу в свои руки, направить их в то русло, которое привело русский народ к победе над Наполеоном – великим завоевателем, покорившим почти всю Европу.
Тарутинскому сражению как одному из важных сражений войны 1812 г. посвящена памятная доска в храме Христа Спасителя, с названиями полков, именами отличившихся и награждённых, а также погибших и раненых. 
"Имя его, села Тарутина, будет сиять в наших летописях наряду с Полтавою...", – написал М. И. Кутузов в письме к владелице села А. Н. Нарышкиной. По просьбе Кутузова в Тарутине сохраняются подлинные памятники мужества россиян – земляные укрепления Тарутинского лагеря. На одном из них, расположенном вблизи Старой Калужской дороги, установлен монумент русской воинской славы, который увековечил подвиг наших предков. Надпись на нём гласит: "На сем месте российское воинство под предводительством фельдмаршала Кутузова, укрепясь, спасло Россию и Европу".
Любуясь этим величественным монументом, мысленно возвращаешься к событиям, во славу которых он воздвигнут и сохранён нашими предками, сумевшими достойно увековечить воинскую славу, и в достойном же виде содержать памятник!

## История
С конца 17 века село Тарутино принадлежало роду Нарышкиных. Последним владельцем из этого рода был гофмейстер Александр Александрович, после кончины которого село унаследовала его жена Анна Никитична Нарышкина. Она завещала село своему племяннику – сыну её знаменитого брата фельдмаршала Петра Румянцева-Задунайского – государственному канцлеру Николаю Петровичу Румянцеву. После смерти Николая Петровича в 1826 г. его имения, в том числе и Тарутино, наследует младший брат, действительный тайный советник Сергей Петрович Румянцев.
Граф Румянцев, "понимая достопримечательность полученного им тарутинского владения", принял решение освободить крестьян от крепостной зависимости, посчитав, что им "приличнее находиться в ведении правительства, нежели во владении частного лица".
В конце 1828 г., после получения "высочайшего соизволения", 745 душ крестьян и дворовых села Тарутина, близлежащих деревень Гранищева, Агафьина, Дубровки, Жукова и Чёрикова были уволены С. П. Румянцевым в «свободные хлебопашцы» и переданы в государственное ведомство. В пользование крестьяне получили от графа землю и другие угодья в этих местах, которые разделили между собой. За это они обязались платить в течение 21 года остаток долга Сергея Петровича (после выплат им в 1827 и 1828 гг.) в Санкт-Петербургский опекунский совет (сумма всего долга Румянцева составляла 60 тысяч рублей ассигнациями).
Поскольку свободу крестьяне получили в честь событий 1812 г., происходивших на тарутинской земле, то "из благодарности к оказанной им милости изъявили графу Сергею Петровичу усердное желание воздвигнуть на собственном их иждивении особый в Тарутине памятник в ознаменование славы российского воинства и блистательных подвигов, оказанных им под предводительством знаменитого вождя генерал-фельдмаршала князя Кутузова-Смоленского". На строительство памятника, по проекту, представленному С. П. Румянцевым, крестьяне собрали 44 тысячи рублей ассигнациями. Первоначальный проект памятника, после его обсуждения крестьянами, был несколько изменен. Предложение крестьян о сооружении памятника и его рисунок были переданы через министра внутренних дел генерала Закревского Императору и удостоились "высочайшего утверждения". Изменения, внесенные крестьянами в проект, касались завершения монумента: вместо богини Победы – одноглавый орёл.
Поскольку другие имена в связи с проектом не упоминаются, то автором его мог быть сам Румянцев. "Сооружение памятника должно быть по его же (Румянцева) предначертанию, а хранение и поддержка, в случае надобности, была принята крестьянами на себя".
Деньги на строительство крестьяне собрали в 1829 г. за три срока: первый взнос в 25000 руб. – в апреле, 5000 руб. – в июне, в первых числах ноября – 14000 рублей.
Величественный 22-метровый (общая высота 10 сажен, чугунные колоны 6 сажен) монумент русской воинской славы был установлен в близи старой большой дороги из Калуги на Москву, в центре одной из сохранившихся земляных батарей 1812 года и лицевой стороной обращен к западу. Чугунную колонну памятника украсила военно-геральдическая атрибутика (мечи, шлемы, латы римских воинов), расположенная с четырёх сторон в два ряда; вверху, под карнизом, – пояс из лавровых венков, символизирующий победу. Завершение памятника – шар, опоясанный изображением 12 знаков Зодиака, и одноглавый орёл – аллегорический предвестник Победы – с расправленными крыльями, держащий стрелы-молнии в лапах. 
На полевом тарутинском памятнике две пояснительные надписи: "На сем месте российское воинство под предводительством фельдмаршала М.И. Кутузова, укрепясь, спасло Россию и Европу" и "Сей памятник воздвигнут на иждивении крестьян села Тарутина, получивших от графа С.П. Румянцева безмездную свободу».

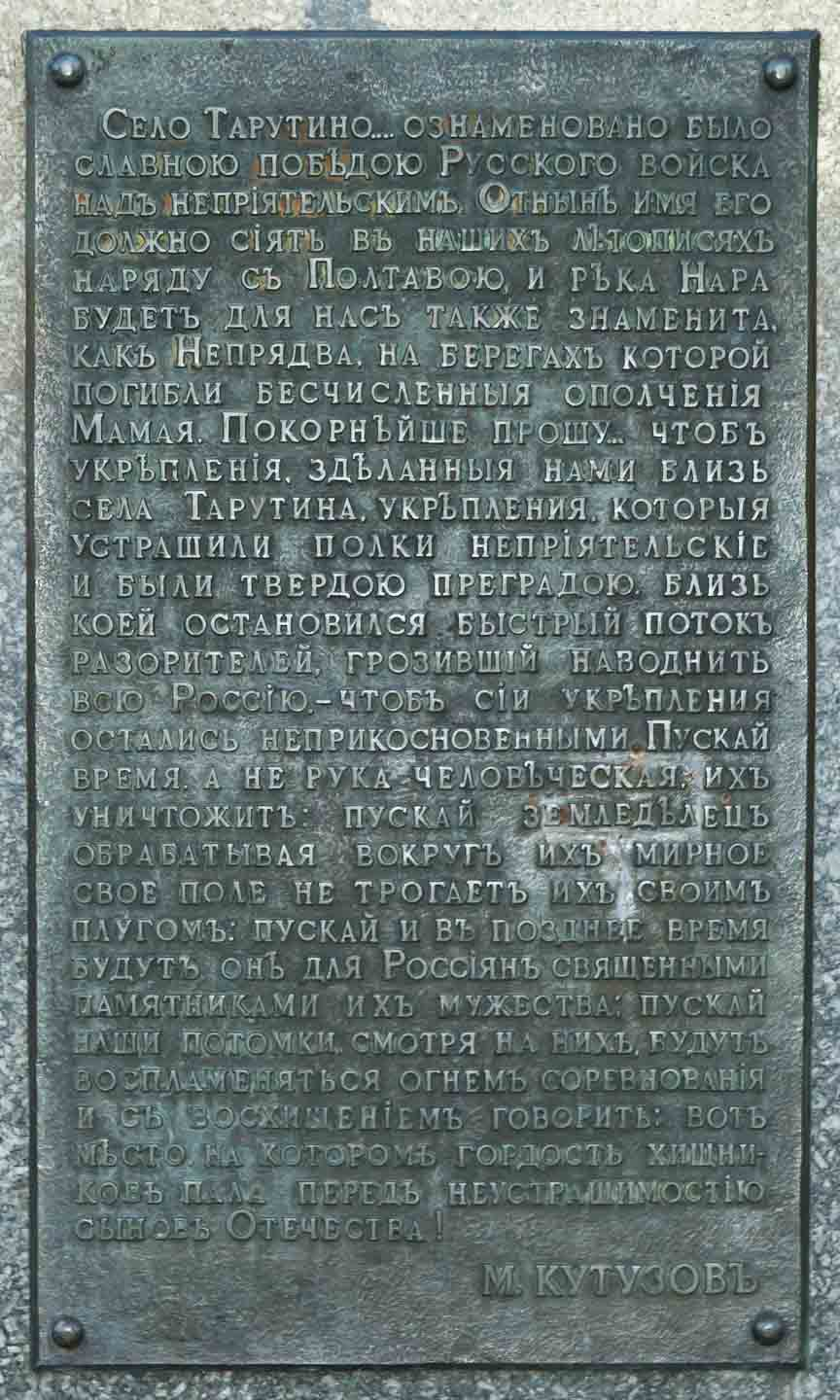
Памятник Тарутинскому сражению - плита со строками из письма М. И. Кутузова

Перед монументом установлена плита со строками из письма М. И. Кутузова к владелице Тарутина А. Н. Нарышкиной: "Село Тарутино... ознаменовано было славною победою русского войска над неприятельским. Отныне имя его должно сиять в наших летописях наряду с Полтавой, и река Нара будет для нас так же знаменита, как и Непрядва, на берегах которой погибли бесчисленные ополчения Мамая. Покорнейше прошу... чтобы укрепления, сделанные нами близ села Тарутина, укрепления, которые устрашили полки неприятельские и были твёрдою преградой, близ коей остановился быстрый поток разорителей, грозивший наводнить всю Россию, чтобы укрепления сии остались неприкосновенными. Пускай время, а не рука человеческая их уничтожит; пускай земледелец, обрабатывая вокруг них мирное своё поле, не тронет их своим плугом; пускай и в позднее время будут они для россиян священными памятниками их мужества; пускай наши потомки, смотря на них, будут воспламеняться огнём соревнования и с восхищением говорить: вот место, на котором гордость хищников пала перед неустрашимостью сынов Отечества!"

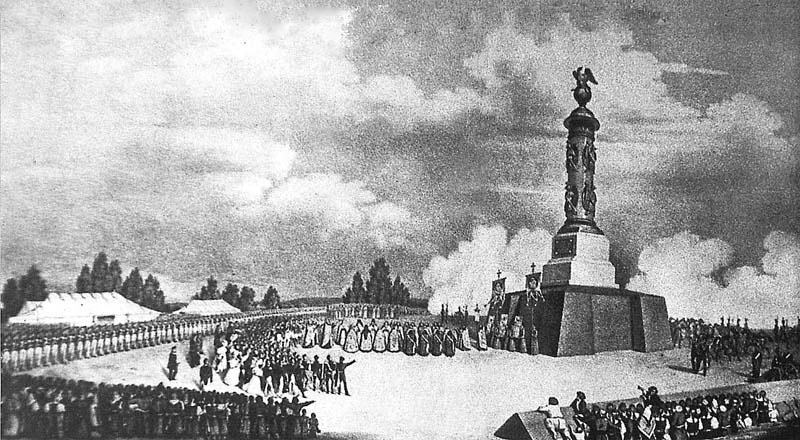
Торжества по случаю открытия памятника в Тарутино 1834 г.

Открытие памятника, сооруженного на одном из сохранившихся укреплений Тарутинского лагеря, состоялось 25 июня (7 июля) 1834 г. Событие это было торжественным, многолюдным и продолжалось 3 дня. Из почётных гостей присутствовали исполняющий обязанности губернатора Тиличеев, предводитель калужского дворянства Чаплин, начальник 4-й артиллерийской дивизии Вольф. Епископ Калужский и Боровский Никанор совершил литургию и молебен, 101 пушечный выстрел артиллеристов 8-й конно-артиллерийской бригады батареи № 4 прозвучал в честь открытия памятника, под звуки полковой музыки прошли парадом 4 батальона Рязанского пехотного полка и артиллеристы упомянутой бригады.
Монумент, сооружённый в 1834 году, простоял недолго. В 1839 году чугунный столб лопнул, его стянули железным обручем.
После учреждения палаты государственных имуществ в её ведение перешло Тарутино с деревнями и памятник. При описании имущества были обнаружены повреждения памятника. Николай I обратился к министру финансов с тем, что если памятник не может быть исправлен, то воздвигнуть новый. В 1852 году очередная комиссия по обследованию памятника предложила полностью заменить его на новый. В 1855 году новый монумент был отлит на заводе княгини Екатерины Бибарсовой по проекту архитектора Антонелли и доставлен к месту установки поверенным княгини С. Минаевым. Для надзора за работами по воздвижению памятника в Тарутино был послан архитектор Огнев. На каменном основании появились буквы на чугунной плите – «М.З.К.Е.Б.» – сокращенное название: "Мышегский завод княгини Екатерины Бибарсовой". Переустройство памятника, его дальнейшее содержание приняли на себя крестьяне: ежегодно тарутинские и гранищевские жители платили «на памятник» по 50 копеек с души (деньги под проценты помещались в приказ общественного призрения).
Впервые за счёт казны тарутинский монумент (на карте 1912 г. обозначен как Монумент действительных заслуг) ремонтировали к 100-летнему билею в 1912 г. (в конце мая он ещё стоял в лесах): обновили позолоту, колонну покрасили в серовато-голубой цвет, на первой ступени каменного основания установили доску с перечнем полков, принимавших участие в Тарутинском сражении, и именами особо отличившихся его участников. 
Командовавшие войсками: Главнокомандующий генерал-фельдмаршал Князь Голенищев-Кутузов и генерал от кавалерии Граф Беннигсен.
Участвовавшие войска: Л.-Гв. Драгунский, Уланский и Гусарский полки и Черноморский Казачий эскадрон;
Пехотные полки: Тобольский, Брестский, Волынский, Кременчугский и Рязанский;
Егерские полки: 4, 20, 30, 34 и 48;
Драгунские полки: Киевский, Новороссийский, Нежинский, Харьковский и Черниговский;
Литовский уланский полк; Донские казаки;
Батарейная рота номера 4-го и конная рота номера 10-го.
Убиты: генерал-лейтенант Багговут; 40-го егерского полка — капитан Мацкевич.
Ранены: генерал-майор Сулима; л.-гв. Черноморского казачьего эскадрона — зауряд-хорунжий Заводский;
пехотных полков: Брестского — прапорщик Тимашев; Волынского — прапорщик Саламатин; Кременчугского — поручик Сергеев; Рязанского — подпоручик Гусельников;
егерских полков: 4-го — майор Визенг, штабс-капитан Сташевский, поручик Шимановский, прапорщики: Батурин и Дьяков; 20-го — прапорщик Кановник; 48-го — капитан Лошаков, штабс-капитан Кузьминский, подпоручики: Козловский, Силмаран, Чаблоков и Шилинцов, прапорщики: Клейменов и Сергеев;
Киевского драгунского полка — прапорщик Дубенок и титулярный советник Михайловский-Данилевский.
Выбыло из строя нижних чинов 1183.
Отличились: главнокомандующий генерал-фельдмаршал князь Голенищев-Кутузов, генерал от кавалерии Граф Беннигсен, генерал-лейтенант Олсуфьев, генерал-майоры: Карпов и Потемкин, полковник Воейков и титулярный советник Михайловский-Данилевский.
Награждены: орденом св. Георгия 3 степени: генерал от кавалерии герцог Александр Виртембергский, генерал-лейтенант принц Павел Ольденбургский, генерал-адъютант граф Орлов-Денисов и орденом св. Георгия 4 степени полковник Козен.

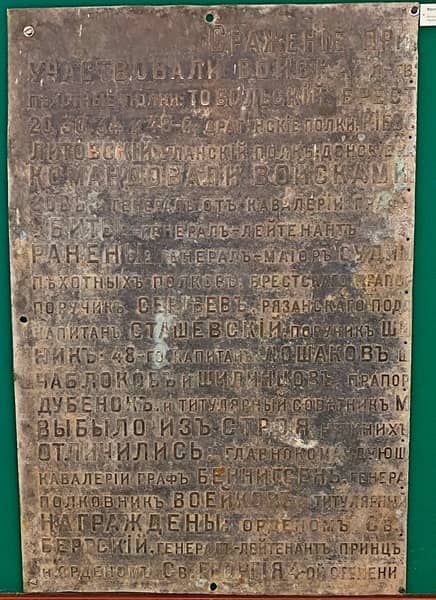
Памятник Тарутинскому сражению - фрагмент доски с перечнем полков

В 1940 году доску сорвали, и её фрагменты находятся сейчас в Калужском областном краеведческом и Тарутинском музеях.
Благополучно пережил монумент 1930-е годы, когда разрушались памятники в Бородине, Малоярославце, Москве. Памятники, установленные в честь славных побед героям 1812-го года рушили как "не имеющие историко-художественной ценности"! На заседании Московского отдела народного образования (в то время Тарутино находилось в составе Московской области, а судьбой памятников занимался Наркомпрос) 25 марта 1932 г. обсуждали возможность разборки тарутинского памятника. Поскольку сведения о нём исчерпывались только статьёй из словаря Брокгауза и Ефрона, то решили просить Калужский РИК прислать необходимый материал для установления художественной ценности памятника. Чем закончилась переписка – неведомо, но памятник сохранился.

Устоял памятник и во время боёв и оккупации села немецко-фашистскими войсками в октябре-декабре 1941 г. Возле него стояла немецкая зенитка, а дорогу, проходящую рядом, перед отступлением немцы заминировали.

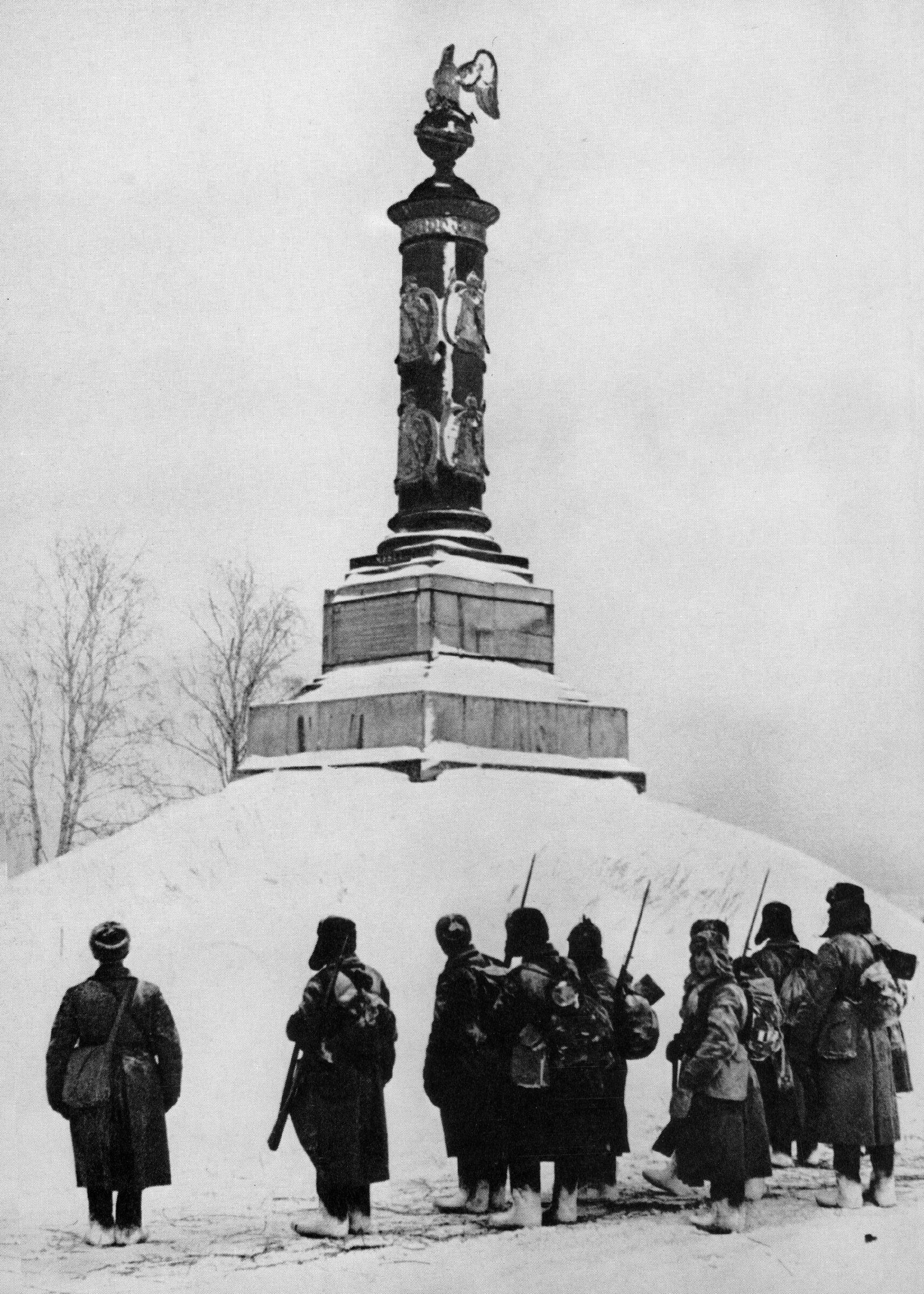
Советские солдаты у памятника героям Отечественной войны 1812 года в селе Тарутино

В 1941 году Старое Калужское шоссе прикрывала 17-я стрелковая дивизия. с 19 по 22 октября дивизия вела кровопролитные бои в попытке задержать противника у Тарутино. Под давлением превосходящих сил дивизия была отброшена от села. На тот момент в её составе находилось чуть больше 500 бойцов... 25 декабря в результате контрнаступления Красной Армии Тарутино было освобождено.
Из донесения штаба 53-1 стрелковой дивизии: "...Части 475 стрелкового полка 1 и 2 батальоны после ожесточенных боев выбили противника из Тарутина. Командир 1-го батальона лейтенант Бараев на плечах противника первым ворвался в Тарутино, тем самым были спасены 10 пленных красноармейцев от расстрела противником..."
В декабре 1941 года советский фотокорреспондент газеты "Известия" Павел Трошкин снял фотографию солдат РККА у памятника Тарутинского сражения. Данная работа широко используется в фотопублицистике , фотовыставках, альбомах, посвященных Великой Отечественной войне. 
В память о тех событиях в 1956 году был воздвигнут памятник - танк Т-34 на высоком постаменте. На братской могиле воинов 53-й и 17-й стрелковых дивизий установили стелу.
В 1962 г. к 150-летию Отечественной войны 1812 г. была проведена полная реставрация монумента с разборкой на детали каменного основания, чугунной колонны, ремонтом земляной насыпи. Отремонтированный памятник вновь засиял позолотой.
В 2008 г. начались новые работы по ремонту тарутинского монумента. В 2011 г. к 200-летию Тарутинского сражения к 2012 г. отремонтировали колонну памятника, обновили позолоту украшающих её элементов.
В 2012 году Банк России в честь Тарутинского сражения выпустил из недрагоценного металла памятную монету номиналом 5 рублей, на которой изображён памятник. Памятная монета вошла в серию: Сражения и знаменательные события Отечественной войны 1812 года и заграничных походов русской армии годов. На реверсе монеты: в центре диска - рельефное изображение памятника героям Отечественной войны 1812 года, вдоль канта по окружности - надписи, разделенные двумя точками, вверху: "ТАРУТИНСКОЕ СРАЖЕНИЕ", внизу: "ОТЕЧЕСТВЕННАЯ ВОЙНА 1812 ГОДА".
Тарутинский военно-исторический музей Отечественной войны 1812 г. открыт в 1962 г. на общественных началах. С 1967 года музей стал филиалом Калужского областного краеведческого музея (ныне Калужский объединённый музей-заповедник). С 1979 года директором музея является Наталья Вацлавна Ивашко.
На территории мемориального комплекса находятся объекты культурного наследия: один из сохранившихся памятников 1812 года— укрепление тарутинского лагеря и Монумент русской воинской славы — первый полевой памятник, сооружённый в память о победе в Отечественной войне 1812 года. После ожесточенного сражения, состоявшегося здесь в октябре 1812 г., село Тарутино получило мировую известность.
Другая часть мемориального комплекса посвящена героическим событиям Великой Отечественной войны; здесь расположены братская могила воинов 312-й, 17-й и 53-й стрелковых дивизий, погибших, защищая подступы к Москве в 1941 году, и установлен на постаменте танк Т-34.
Музей расположен на территории мемориального комплекса, объединяющего памятник-укрепление 1812 г., монумент русской воинской славы, братскую могилу советских воинов, погибших в октябре-декабре 1941 г. Укрепления Тарутинского лагеря (флеши, люнеты) сохранились до наших дней. Основатель: Василий Яковлевич Синельщиков (1907-1984) местный житель, учитель Тарутинской школы, ветеран Великой Отечественной войны.